# 柴田光太郎 (アナウンサー)
柴田 光太郎（しばた こうたろう、1998年3月4日 - ）は、秋田放送（ABS）のアナウンサー。秋田県北秋田市出身。

## 人物
血液型O型。身長178cm。既婚。卓球とバドミントン、空手を習っていた。特技はギターの弾き語り。北秋田市立鷹巣中学校、秋田県立秋田北鷹高等学校、専修大学を卒業した。専修大学在学時には東京都品川区にある秋田県のアンテナショップ「あきた美彩館」でアルバイトをしていた。好きな食べ物は、1位・どて焼き、2位・ちんすこう、3位・焼き鳥、4位・ばっけ（ふきのとう）の天ぷら、5位・マカロニグラタンである。2024年7月7日に結婚した。

## 経歴
- 2020年4月、岩手めんこいテレビに入社した[6]。アナウンサーと記者を兼務した。スポーツコーナーを担当した。2023年9月末をもって退社した[7]。
- 2023年10月、秋田放送に入社した[8]。2024年4月からえび☆ステMCを担当する[5]。秋田ノーザンハピネッツのホームゲーム、高校ラグビー秋田県大会の実況も担当する[5]。

## 担当番組
- さきがけ・ABSニュース
- えび☆ステ